# Treehouse of Horror XXVI
Treehouse of Horror XXVI (La casita del horror XXVI en Hispanoamérica y La casa-árbol del Terror XXVI en España) es un episodio perteneciente a la vigesimoséptima temporada de la serie animada Los Simpson, emitido originalmente el 25 de octubre de 2015 en EE. UU.. El episodio fue escrito por Joel H. Cohen y dirigido por Steven Dean Moore.          

## Sinopsis
●Secuencia de apertura:
Es Halloween, y mientras Bart, Lisa y una Maggie abeja salían a pedir dulces, se encuentran con el fantasma de Frank Grimes, junto con otros monstruos y una bruja, quienes los persiguen hasta la casa. Allí, los niños se esconden debajo del sofá y le cuentan lo ocurrido a Homer. Este no les cree al principio, pero luego los monstruos se adentran en el hogar y Grimes le arranca su alma tras asustarlo, matándolo. La introducción fue hecha por John Kricfalusi, el creador de Ren y Stimpy.
●Se busca muerto y luego vivo:
Bart organiza un juego que consiste en girar en la rueda del patio hasta que vomitan, en ese momento recibe un mensaje de Milhouse,  y Bart va a la sala de música de la escuela. Pero descubre que el mensaje fue enviado por Sideshow Bob, quien mata a Bart con un arpón. Bob mantiene el cadáver de Bart en su casa como si fuera un juguete. Mientras tanto, Bob obtiene un trabajo como profesor en la universidad de Springfield. Es ahí cuando se da cuenta de que su vida ya no tiene sentido ya que lo único que lo motivaba era la idea de matar a Bart. Decide crear una máquina para revivir a Bart, entonces lo revive y lo mata una y otra vez de diferentes maneras. Hasta que una noche llega la familia Simpson guiados por Ayudante de Santa y luego de revivir a Bart, Homer mata a Bob para luego reanimarlo. El episodio termina con Bob en un cuerpo de gallina y cuernos de alce dando clases en la universidad.
●Homerzilla:
El abuelo Simpson busca a Bart y Lisa y los lleva hacia el mar, donde arroja una rosquilla como lo hace cada día, debido a esto todos en el pueblo lo creen un tonto. A orillas del mar, el abuelo le cuenta a Bart y Lisa que arroja una rosquilla al mar para alimentar a una criatura marina que vive en el mar, y que esa ofrenda se hace desde hace siglos para que la criatura no despierte y los asesine. El abuelo muere de un infarto y nadie arroja la rosquilla al mar, entonces el monstruo (parecido a Homero) despierta y comienza a destruir el pueblo hasta que llega al borde de la ciudad y cae, debido a que la ciudad era una maqueta situada arriba de una mesa y todo pertenecía a la grabación de una película llamada "Zilla". Los productores dicen que van a ganar millones y millones con esta película, pero después de su estreno ven que en realidad la película fue un fracaso y deciden arrojar el material comercial de Zilla (figuras de acción, galletas, etc.) al mar, pero las cajas caen y golpean a un monstruo igual al de la película mientras dormía en el fondo del mar.
● Telépatas de gloria:
En el bosque, Lisa observa mariposas mientras Bart y Milhouse juegan, pero este último accidentalmente cae en un pozo. Bart y Lisa se arrojan para tratar de salvar a Milhouse. Mientras están en el fondo del pozo, una burbuja de sustancias radioactivas explota y salen del pozo. Milhouse y Lisa obtienen poderes sobrenaturales, pero al poco tiempo, Milhouse se obsesiona con sus poderes y enloquece hasta que es golpeado por Maggie, quien también tiene superpoderes debido a que lame una barra de plutonio. Termina con el planeta Tierra siendo observado por Kang y Kodos desde su nave. Está basada en la película "Chronicle".